# Paul Lahargou
Paul Lahargou, né le 21 février 1855 à Labastide-d'Armagnac et mort le 2 janvier 1942 à Dax, est un prêtre, enseignant, écrivain et historien français.

## Biographie
Paul Lahargou naît le 21 février 1855 à Labastide-d'Armagnac. Il est ordonné prêtre en 1881, obtient une licence ès lettres en 1883 à l’Institut catholique de Toulouse, puis un doctorat ès lettres en 1892 à l’Université de Bordeaux. La même année, il devient professeur de rhétorique et de philosophie puis directeur du collège libre Saint-Vincent de Dax. À la suite de la loi de séparation des Églises et de l'État en 1905, il est forcé de céder les bâtiments du collège à la municipalité. En 1912, il fait construire un nouveau collège catholique, le collège Notre-Dame-du-Sacré-Cœur, dit Cendrillon. De 1901 à 1922, il préside l’Alliance des maisons d’éducation chrétienne, association regroupant des établissements secondaires privés catholiques en France, Suisse et Belgique. Il meurt à Dax le 2 janvier 1942.

## Travaux
Historien amateur, il est membre de la Société de Borda de 1893 à 1942. Il est l’auteur de plusieurs ouvrages historiques, pédagogiques et religieux, dont une biographie de Jean-Louis de Fromentières (sa thèse de doctorat, soutenue en 1892) et une étude sur l’enseignement à Dax du XVIIe au XIXe siècle.

## Hommages
La rue Paul-Lahargou à Dax est baptisée en son honneur en 1961. La chapelle du collège, sous laquelle il est enterré, conserve un tableau de Paul Lahargou.

## Publications
- Un émule de Bossuet au XVIIe siècle, étude sur Messire de Fromentières et sur la prédication au XVIIe siècle, Bloud et Barral, 350 p. (présentation en ligne) ;
- La Bonté dans l'éducation, Labèque, 1894, 16 p. (présentation en ligne) ;
- De Schola lerinensi aetate merovingiaca, Paris, Retaux, 1892, 121 p. (lire en ligne) ;
- Messire Jean-Louis de Fromentières, évêque et seigneur d'Aire, prédicateur ordinaire du roi, 1632-1684, Paris, Reatux, 1892, 350 p. (présentation en ligne, lire en ligne)
- Institution Notre-Dame, collège de Dax. Discours de M. l'abbé Lahargou (1893)
- Les Noces d'argent de l'Alliance des maisons d'éducation chrétienne (1897)
- Enseignement et liberté (1899)
- Panégyrique de saint Jean-Baptiste de La Salle (1900)
- Trois siècles d'enseignement à Dax (1909)
- Vingt-six congrès pédagogiques (1882-1912) : comptes rendus (1913) [lire en ligne]
- L'Église et ses témoins dans le monde (1927)
- Nouveau cours d'apologétique (1927)
- L'Autorité à la maison (1936)
- Bulletin de la Société de Borda : 
  - Saint Orient, Étude historique et littéraire (1901)
  - La vie en Chalosse il y a cent ans, d'après le journal abrégé de Jean Barbe (1903)
  - J-B Lalanne, homme de Lettres (1869-1855) (1914)
  - Autour d'une correspondance de saint Vincent de Paul (1921)